# Challenge mondial de course en montagne longue distance 2011
Navigation
2010 2012
Le Challenge mondial de course en montagne longue distance 2011 est une compétition de course en montagne qui s'est déroulée le 18 juin 2011 à Podbrdo en Slovénie. C'est le Gorski Maraton qui accueille les championnats. Il s'agit de la huitième édition de l'épreuve.

## Résultats
Sur le parcours de 37,5 km avec un dénivelé positif de 2 500 m et négatif de 2 800 m, le coureur local Mitja Kosovelj s'impose avec plus de quatre minutes d'avance sur le trio écossais composé de Thomas Owens, Robbie Simpson et du champion 2008, Jethro Lennox. Grâce à ce tir groupé, l'Écosse remporte le classement par équipes devant la Slovénie et l'Angleterre.
Dans la course féminine, l'Anglaise Philippa Maddams s'impose avec près de huit minutes d'avance sur l'Irlandaise Karen Alexander. Le podium est complété par une autre Anglaise, Helen Fines. Ces deux places sur le podium permettent à l'Angleterre de remporter le classement par équipes devant la Russie et l'Écosse.

### Individuel
| Rang               | Athlète         | Pays           | Temps           |
| ------------------ | --------------- | -------------- | --------------- |
| Médaille d'or      | Mitja Kosovelj  | Slovénie       | 3 h 22 min 32 s |
| Médaille d'argent  | Thomas Owens    | Écosse         | 3 h 26 min 59 s |
| Médaille de bronze | Robbie Simpson  | Écosse         | 3 h 29 min 5 s  |
| 4                  | Jethro Lennox   | Écosse         | 3 h 33 min 21 s |
| 5                  | Ralf Birchmeier | Suisse         | 3 h 35 min 12 s |
| 6                  | Petr Pechek     | Tchéquie       | 3 h 35 min 51 s |
| 7                  | Oliver Johnson  | Angleterre     | 3 h 38 min 16 s |
| 8                  | Andrew Davies   | Pays de Galles | 3 h 38 min 30 s |
| 9                  | Graham Pearce   | Angleterre     | 3 h 38 min 37 s |
| 10                 | Yuriy Chechun   | Russie         | 3 h 40 min 32 s |

| Rang               | Athlète           | Pays           | Temps           |
| ------------------ | ----------------- | -------------- | --------------- |
| Médaille d'or      | Philippa Maddams  | Angleterre     | 4 h 8 min 46 s  |
| Médaille d'argent  | Karen Alexander   | Irlande        | 4 h 16 min 21 s |
| Médaille de bronze | Helen Fines       | Angleterre     | 4 h 19 min 14 s |
| 4                  | Irina Pankovskaya | Russie         | 4 h 21 min 25 s |
| 5                  | Andrea Rowlands   | Pays de Galles | 4 h 24 min 8 s  |
| 6                  | Anna Celińska     | Pologne        | 4 h 24 min 40 s |
| 7                  | Nigina Khaitova   | Russie         | 4 h 26 min 25 s |
| 8                  | Anna Lupton       | Angleterre     | 4 h 26 min 49 s |
| 9                  | Adéla Esentierová | Tchéquie       | 4 h 27 min 45 s |
| 10                 | Fiona Maxwell     | Écosse         | 4 h 29 min 46 s |

### Équipes
| Rang               | Pays                                                       | Points           |
| ------------------ | ---------------------------------------------------------- | ---------------- |
| Médaille d'or      | Écosse Thomas Owens Robbie Simpson Jethro Lennox           | 10 h 29 min 25 s |
| Médaille d'argent  | Slovénie Mitja Kosovelj Peter Lamovec Marjan Zupančič      | 10 h 57 min 20 s |
| Médaille de bronze | Angleterre Oliver Johnson Graham Pearce Benjamin Abdelnoor | 10 h 58 min 46 s |

| Rang               | Pays                                                   | Points           |
| ------------------ | ------------------------------------------------------ | ---------------- |
| Médaille d'or      | Angleterre Philippa Maddams Helen Fines Anna Lupton    | 12 h 54 min 49 s |
| Médaille d'argent  | Russie Irina Pankovskaya Nigina Khaitova Yulia Khazova | 13 h 24 min 37 s |
| Médaille de bronze | Écosse Fiona Maxwell Andrea Priestley Claire Gordon    | 13 h 41 min 7 s  |